# Oksana Bilosir

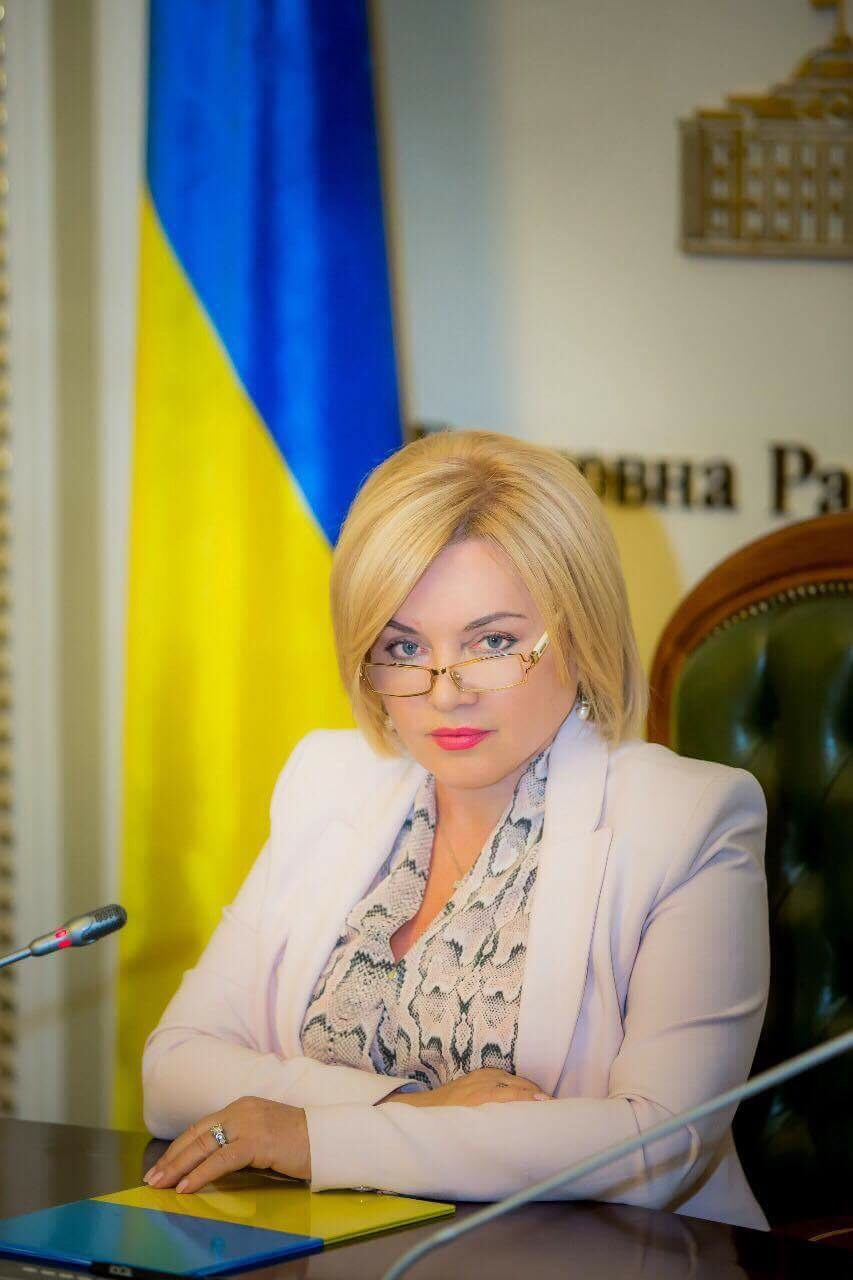
Oksana Bilosir (2017)

Oksana Wolodymyriwna Bilosir (ukrainisch Оксана Володимирівна Білозір, wiss. Transliteration Oksana Volodymyrivna Bilozir; * 30. Mai 1957 in Smyha, Oblast Riwne, Ukrainische SSR) ist eine ukrainische Sängerin und Politikerin. Sie war 2005 Kulturministerin der Ukraine in der Regierung Julija Tymoschenko.

## Leben
Bilosir studierte bis 1976 Musik an der Lemberger Musikfachschule und bis 1981 am Lemberger Konservatorium; seit 1979 trat sie zusammen mit ihrem Mann Ihor als Sängerin für die Folklore-Musikgruppe Watra auf, zunächst für die Lemberger Philharmonie, dann auf Tournee in der gesamten Sowjetunion. Auch in Afghanistan trat die Gruppe vor sowjetischen Soldaten und Invaliden auf. Nach der Trennung von ihrem Mann war sie seit 1994 Frontfrau in der Gruppe Oxana, im gleichen Jahr wurde sie als Dozentin an den Lehrstuhl für Unterhaltungsmusik der Kiewer Nationaluniversität berufen.
Bei den Parlamentswahlen 2002 wurde sie als Abgeordnete für den Block Nascha Ukrajina - Narodna samooborona von Wiktor Juschtschenko ins Parlament gewählt (Listenplatz 70). Bis dahin war sie parteilos; seit April 2004 ist sie Vorsitzende der Sozial-Christlichen Partei der Ukraine. Nach der Amtseinführung von Präsident Juschtschenko 2005 wurde sie in der neu gebildeten Regierung von Ministerpräsidentin Julija Tymoschenko zur Kulturministerin ernannt. Bei den Parlamentswahlen 2006 und 2007 wurde sie jeweils erneut in die Werchowna Rada gewählt. 2008 war sie an der Gründung der neuen Partei Geeinte Mitte (Jedynyj Zentr) beteiligt.
Bilosir ist eine bekannte Folkloresängerin der Ukraine; sie nahm an zahlreichen Festivals teil, zunächst als Sängerin, später in der Jury. Sie ist in zweiter Ehe verheiratet und hat aus beiden Ehen je einen Sohn.

## Diskografie (Auswahl)
- Watra-1
- Watra-2
- Mnohaja Lita (in Kanada erschienen)
- Ukrajinotschka
- Nowi i najkraschtschi pisni